# Rodebach
Rodebach ist ein Stadtteil von Waldkappel im nordhessischen Werra-Meißner-Kreis. Der Ort liegt westlich von Waldkappel im Vorland des Hohen Meißners.

## Geschichte

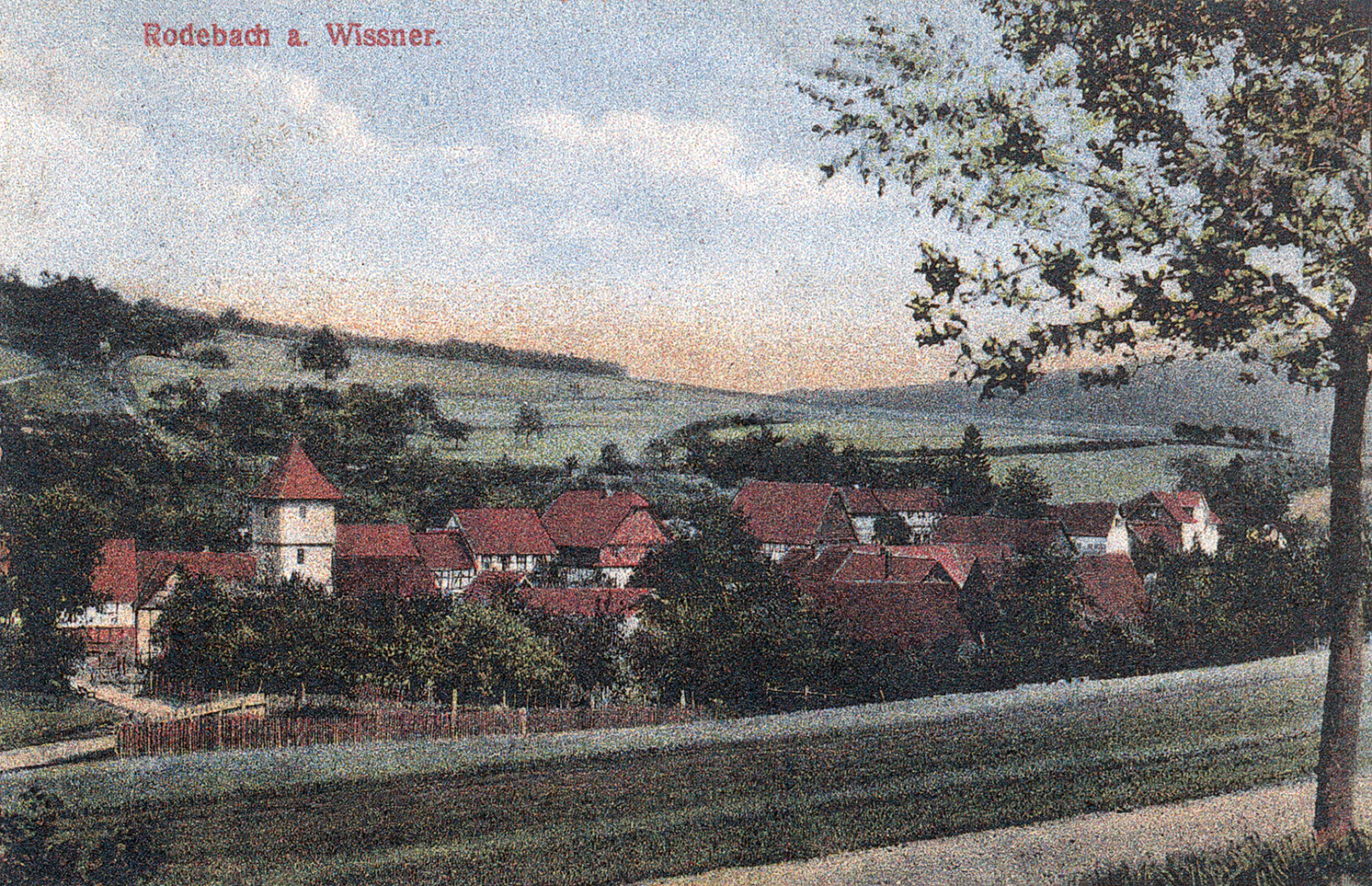
Rodebach 1913

### Ortsgeschichte
Die älteste bekannte schriftliche Erwähnung von Rodebach erfolgte unter dem Namen superior villa Rodebach im Jahr 1334.
Im Zuge der Gebietsreform in Hessen wurde die bis dahin selbständige Gemeinde Rodebach zum 1. Oktober 1971 auf freiwilliger Basis in die Stadt Waldkappel eingemeindet. Für Rodebach, sowie für alle anderen ehemals eigenständigen Gemeinden von Waldkappel und die Kerngemeinde wurde jeweils ein Ortsbezirk mit Ortsbeirat und Ortsvorsteher nach der Hessischen Gemeindeordnung gebildet.

### Verwaltungsgeschichte im Überblick
Die folgende Liste zeigt die Staaten und Verwaltungseinheiten, denen Rodebach angehört(e):
- vor 1567: Heiliges Römisches Reich, Landgrafschaft Hessen, Klostergerichtsbezirk Germerode[7]
- ab 1654: Heiliges Römisches Reich, Landgrafschaft Hessen-Kassel, Amt Bilstein, Klostergerichtsbezirk Germerode
  - 1627–1834: Landgrafschaft Hessen-Rotenburg (sogenannte Rotenburger Quart), teilsouveränes Fürstentum unter reichsrechtlicher Oberhoheit der Landgrafschaft Hessen-Kassel bzw. des Kurfürstentums Hessen
- ab 1806: Landgrafschaft Hessen-Kassel, Rotenburger Quart, Amt Germerode
- 1807–1813: Königreich Westphalen, Departement der Werra, Distrikt Eschwege, Kanton Abterode
- ab 1815: Kurfürstentum Hessen, Rotenburger Quart, Amt Germerode[8]
- ab 1821/22: Kurfürstentum Hessen, Provinz Niederhessen, Kreis Eschwege[9][Anm. 2]
- ab 1848: Kurfürstentum Hessen, Bezirk Eschwege
- ab 1851: Kurfürstentum Hessen, Provinz Niederhessen, Kreis Eschwege
- ab 1867: Norddeutscher Bund[Anm. 3], Königreich Preußen, Provinz Hessen-Nassau, Regierungsbezirk Kassel, Kreis Eschwege
- ab 1871: Deutsches Reich, Königreich Preußen, Provinz Hessen-Nassau, Regierungsbezirk Kassel, Kreis Eschwege
- ab 1918: Deutsches Reich, Freistaat Preußen, Provinz Hessen-Nassau, Regierungsbezirk Kassel, Kreis Eschwege
- ab 1944: Deutsches Reich, Freistaat Preußen, Provinz Kurhessen, Landkreis Eschwege
- ab 1945: Amerikanische Besatzungszone, Groß-Hessen, Regierungsbezirk Kassel, Landkreis Eschwege
- ab 1946: Amerikanische Besatzungszone, Land Hessen, Regierungsbezirk Kassel, Landkreis Eschwege
- ab 1949: Bundesrepublik Deutschland, Land Hessen, Regierungsbezirk Kassel, Landkreis Eschwege
- ab 1971: Bundesrepublik Deutschland, Land Hessen, Regierungsbezirk Kassel, Landkreis Eschwege, Stadt Waldkappel[Anm. 4]
- ab 1974: Bundesrepublik Deutschland, Land Hessen, Regierungsbezirk Kassel, Werra-Meißner-Kreis, Stadt Waldkappel

## Bevölkerung

### Einwohnerstruktur 2011
Nach den Erhebungen des Zensus 2011 lebten am Stichtag dem 9. Mai 2011 in Rodebach 87 Einwohner. Darunter waren keine Ausländer. Nach dem Lebensalter waren 15 Einwohner unter 18 Jahren, 33 zwischen 18 und 49, 6 zwischen 50 und 64 und 33 Einwohner waren älter. Die Einwohner lebten in 45 Haushalten. Davon waren 18 Singlehaushalte, 12 Paare ohne Kinder und 12 Paare mit Kindern, sowie keine Alleinerziehende und 3 Wohngemeinschaften. In 18 Haushalten lebten ausschließlich Senioren und in 21 Haushaltungen lebten keine Senioren.

### Einwohnerentwicklung
- 1585: 28 Hausgesesse[1]
- 1747: 36 Haushaltungen[1]

| Rodebach: Einwohnerzahlen von 1775 bis 2015 | Rodebach: Einwohnerzahlen von 1775 bis 2015 | Rodebach: Einwohnerzahlen von 1775 bis 2015 | Rodebach: Einwohnerzahlen von 1775 bis 2015 | Rodebach: Einwohnerzahlen von 1775 bis 2015 |
| --- | ------------------------------------------- | ------------------------------------------- | ------------------------------------------- | ------------------------------------------- |
| Jahr |                                             |                                             |                                             | Einwohner                                   |
| 1775 | 1775                                        |                                             | 158                                         | 158                                         |
| 1800 | 1800                                        |                                             | ?                                           | ?                                           |
| 1834 | 1834                                        |                                             | 216                                         | 216                                         |
| 1840 | 1840                                        |                                             | 215                                         | 215                                         |
| 1846 | 1846                                        |                                             | 187                                         | 187                                         |
| 1852 | 1852                                        |                                             | 201                                         | 201                                         |
| 1858 | 1858                                        |                                             | 195                                         | 195                                         |
| 1864 | 1864                                        |                                             | 203                                         | 203                                         |
| 1871 | 1871                                        |                                             | 203                                         | 203                                         |
| 1875 | 1875                                        |                                             | 208                                         | 208                                         |
| 1885 | 1885                                        |                                             | 168                                         | 168                                         |
| 1895 | 1895                                        |                                             | 166                                         | 166                                         |
| 1905 | 1905                                        |                                             | 167                                         | 167                                         |
| 1910 | 1910                                        |                                             | 178                                         | 178                                         |
| 1925 | 1925                                        |                                             | 176                                         | 176                                         |
| 1939 | 1939                                        |                                             | 178                                         | 178                                         |
| 1946 | 1946                                        |                                             | 270                                         | 270                                         |
| 1950 | 1950                                        |                                             | 246                                         | 246                                         |
| 1956 | 1956                                        |                                             | 213                                         | 213                                         |
| 1961 | 1961                                        |                                             | 185                                         | 185                                         |
| 1967 | 1967                                        |                                             | 186                                         | 186                                         |
| 1970 | 1970                                        |                                             | 173                                         | 173                                         |
| 1980 | 1980                                        |                                             | ?                                           | ?                                           |
| 1990 | 1990                                        |                                             | ?                                           | ?                                           |
| 2000 | 2000                                        |                                             | ?                                           | ?                                           |
| 2011 | 2011                                        |                                             | 87                                          | 87                                          |
| 2015 | 2015                                        |                                             | 78                                          | 78                                          |
| Datenquelle: Historisches Gemeindeverzeichnis für Hessen: Die Bevölkerung der Gemeinden 1834 bis 1967. Wiesbaden: Hessisches Statistisches Landesamt, 1968. Weitere Quellen: LAGIS; Stadt Waldkappel; Zensus 2011 |                                             |                                             |                                             |                                             |

### Historische Religionszugehörigkeit
| • 1885: | 168 evangelische (= 100 %) Einwohner                              |
| • 1961: | 166 evangelische (= 89,73 %), 10 katholische (= 5,41 %) Einwohner |

## Kultur und Sehenswürdigkeiten

### Gesamtanlage Rodebach

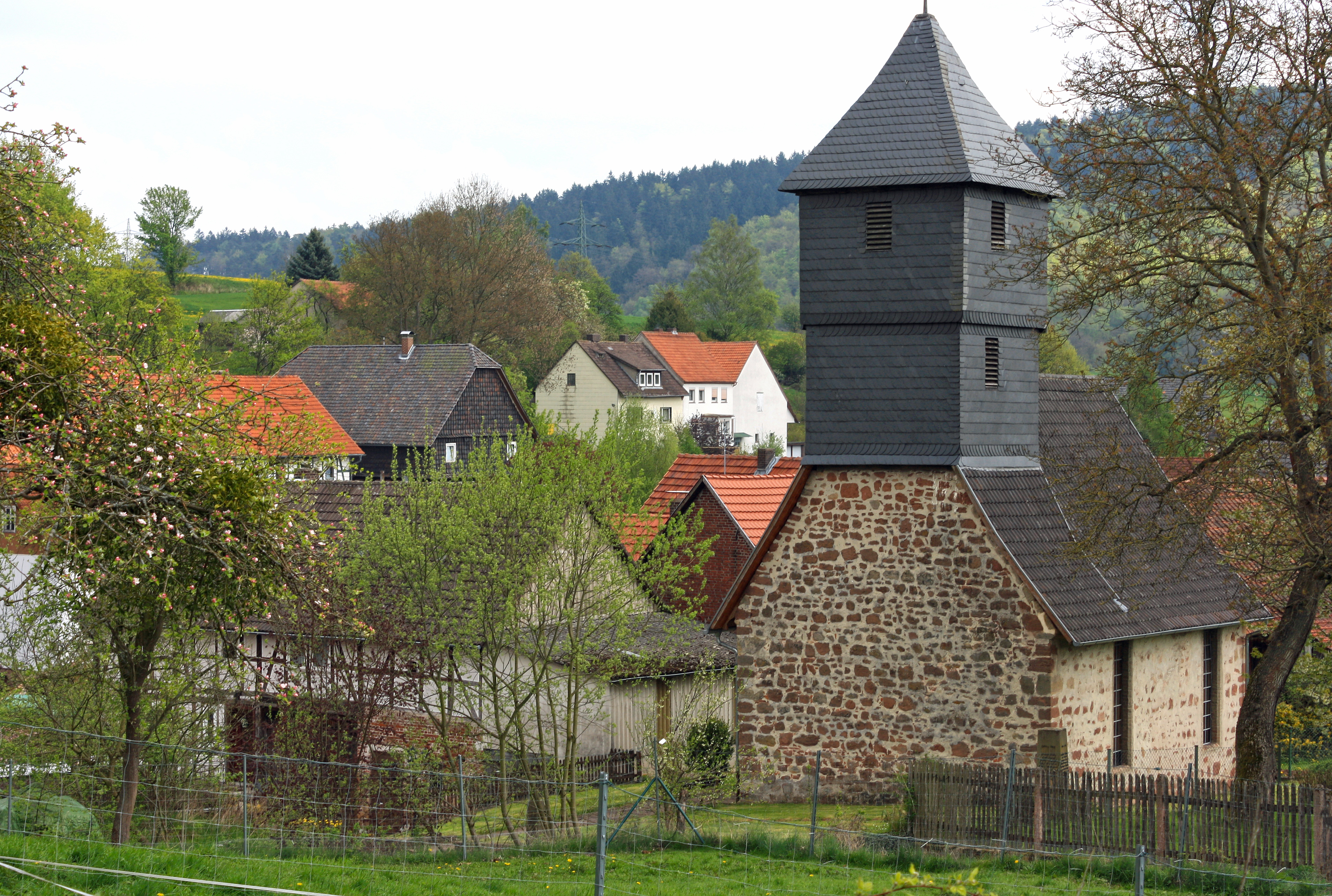
Dorfkirche

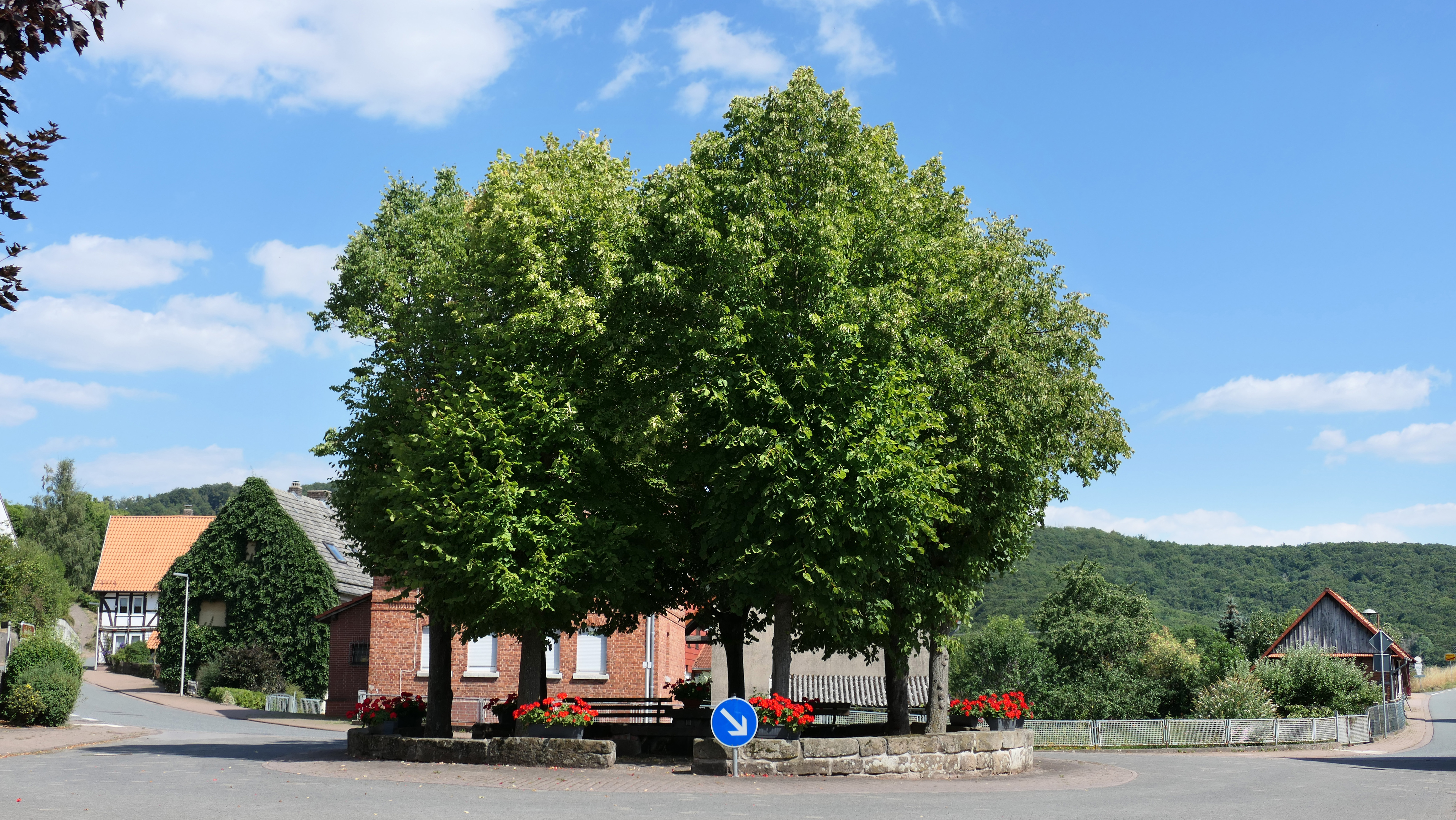
Dorfanger in Rodebach

Zu der aus geschichtlichen Gründen geschützten Gesamtanlage Rodebachs gehört der ursprüngliche Dorfkern rund um die Kirche und den Anger. Das Ortsbild prägen hier im Wesentlichen mittel- bis kleinbäuerliche Hofanlagen, die sich in lockerer Reihung aneinanderfügen. Dichter geschlossen ist eine Gebäudestaffel mit traufständigen Wohnhäusern aus dem 17. oder 18. Jahrhundert zwischen Amselweg 8 und 18.

### Evangelische Kirche
Die Kirche steht auf einer der höchsten Stellen des Ortes und bestimmt mit ihrem Turm die Dorfsilhouette. Der mit Schieferschindeln eingedeckte Giebelturm erhebt sich mit quadratischem Grundriss über das aus Bruchsteinen gefertigten Kirchenschiff, das mit einem Satteldach geschlossen wird. Seine heutige Gestalt erhielt der Saalbau im frühen 18. Jahrhundert. Wegen ihrer künstlerischen, geschichtlichen und baulichen Bedeutung ist die Kirche ein geschütztes Kulturdenkmal.

### Anger
Der im Kreuzungsbereich mehrerer Straßen liegende Dorfanger wurde bei Straßenbauarbeiten im Jahr 1964 etwas weiter nach Westen verlegt und mit kleinerem Durchmesser neu aufgebaut. Dabei wurde die alte Linde gefällt und auf dem jetzigen Platz wurden sieben neue Linden gepflanzt. Die ehemalige Versammlungs- und Gerichtsstätte mit rundem Mauerring, Steinbänken und Steintisch wird aus städtebaulichen und ortsgeschichtlichen Gründen als erhaltenswert angesehen.